# تأثير المرور الأولي

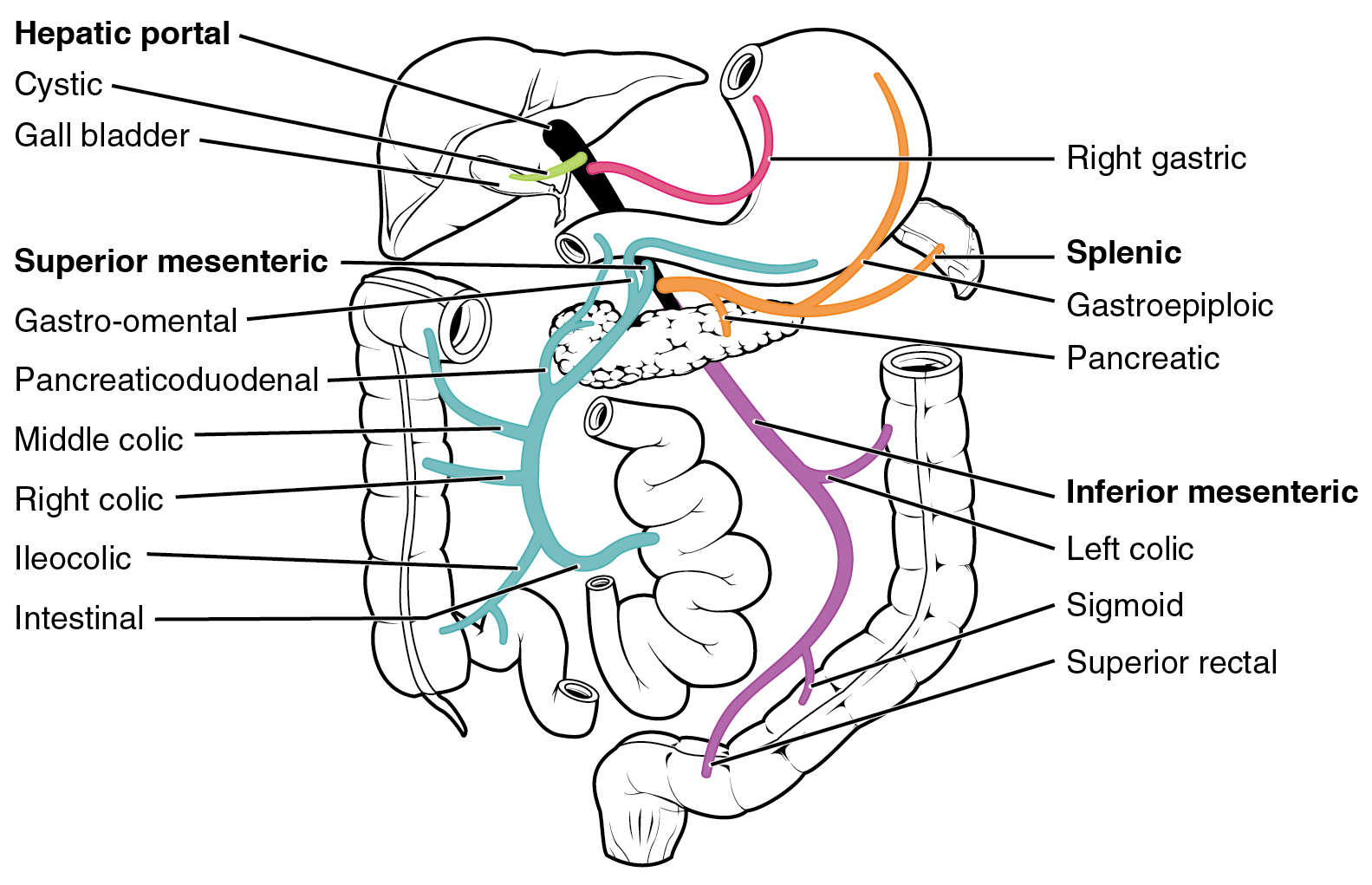

تأثير المرور الأولي (بالإنجليزية: first-pass effect) (يعرف أيضا بأيض المرور الأولي (بالإنجليزية: first-pass metabolism) أو الأيض قبل الجهازي) هو ظاهرة حول أيض الأدوية حيث فيها ينخفض تركيز الدواء بشكل كبير قبل أن يصل الدورة الجهازية (الدورة الدموية الكبرى). وهذه الظاهرة تعبر عن الجزء المفقود من الدواء خلال عملية الامتصاص والتي تتعلق بشكل عام بالكبد وجدار الأمعاء. هناك أدوية بارزة تواجه تأثير مرور أولي هام وهي: الإيميبرامين والمورفين والبروبرانولول والبيوبرينورفين والديازيبام والميدازولام والبيثيدين والليدوكائين.
بعد أن يبلع الدواء يتم امتصاصه بوساطة الجهاز الهضمي ثم يدخل الجهاز البوابي الكبدي. ويتم نقله عبر الوريد البابي إلى الكبد قبل أن يصل بقية الجسم. يتولى الكبد عمليات أيض الأدوية وفي بعض الأحيان يقوم بذلك لدرجة أن كمية قليلة من الدواء تخرج من الكبد لتصل الدورة الجهازية. المرور الأولي للدواء عبر الكبد يقلل التوافر الحيوي للدواء ومن هنا جاءت تسمية الظاهرة ب«تأثير المرور الأولي».